# STS-41-B
L'STS-41-B è una missione del Challenger lanciata dal Kennedy Space Center in Florida il 3 febbraio 1984.
Durante la missione vennero posizionati due satelliti artificiali di comunicazione nonché eseguite manovre rendezvous per testare per la prima volta degli appositi sensori e dei programmi di volo computerizzati.
Questa missione segnalò il primo impegno della Manned Maneuvering Unit (MMU) e del Manipulator Foot Restraint (MFR). Bruce McCandless eseguì il primo volo nello spazio in assoluta libertà usando uno dei due MMU a bordo della navicella spaziale.
Dopo otto giorni in orbita, l'11 febbraio 1984, il Challenger eseguì il primo atterraggio sulla pista del Kennedy Space Center.

## Equipaggio
- Comandante:  Vance DeVoe Brand (3)
- Pilota:  Robert L. Gibson (1)
- Specialista di missione:  Bruce McCandless II (1)
- Specialista di missione:  Ronald E. McNair (1)
- Specialista di missione:  Robert L. Stewart (1)

Tra parentesi il numero di voli spaziali completati da ogni membro dell'equipaggio, inclusa questa missione.

## Parametri della missione
- Massa:
  - Navetta al lancio: 113527 kg
  - Navetta al rientro: 91278 kg
  - Carico utile: 15362 kg
- Perigeo: 307 km
- Apogeo: 316 km
- Inclinazione: 28,5°
- Periodo: 1 ora, 30 minuti e 48 secondi

### Passeggiate spaziali

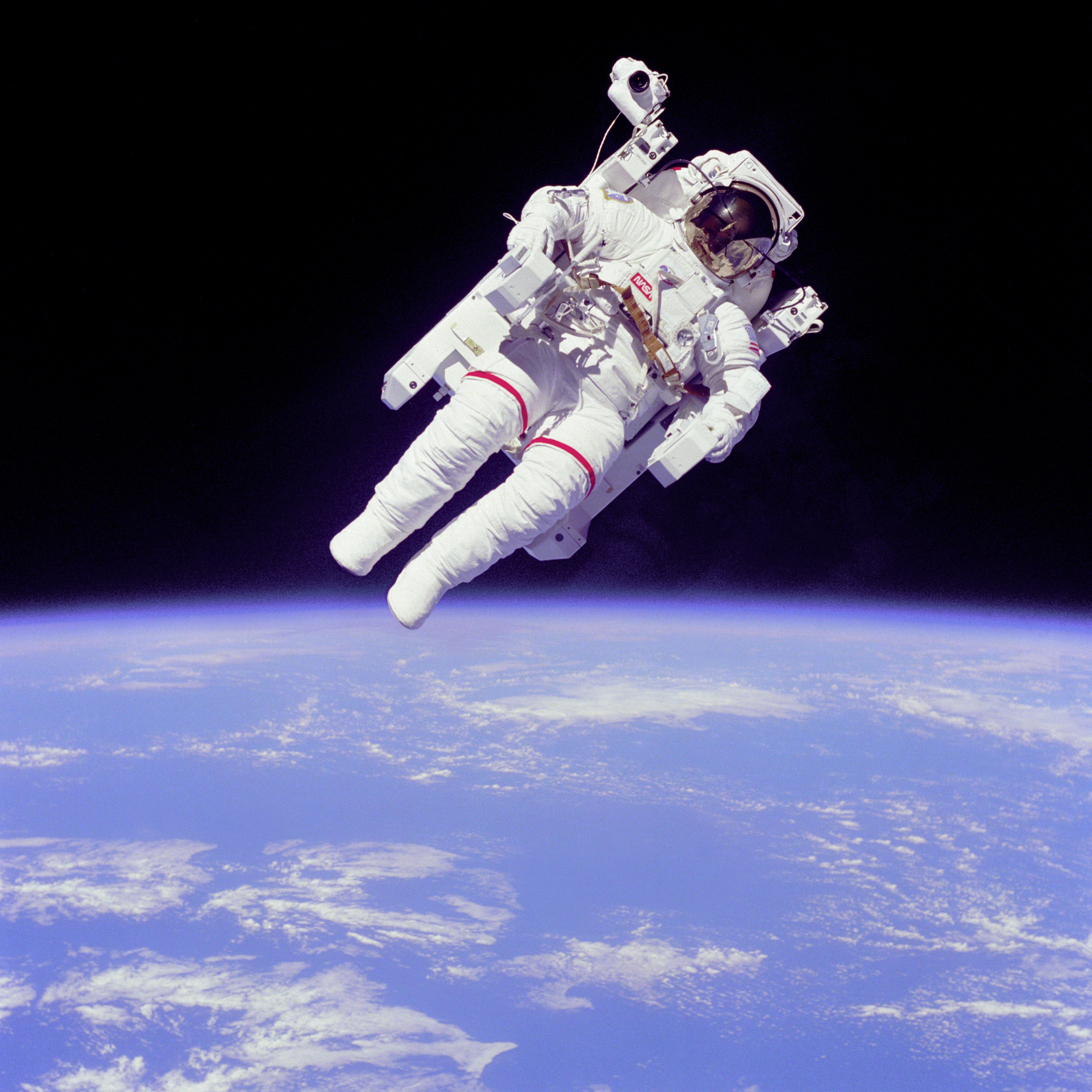
McCandless durante l'EVA

- McCandless e Stewart  - EVA 1
  - Inizio EVA 1: 7 febbraio 1984
  - Fine EVA 1: 7 febbraio 1984
  - Durata: 5 ore e 55 minuti
- McCandless e Stewart  - EVA 2
  - Inizio EVA 2: 9 febbraio 1984
  - Fine EVA 2: 9 febbraio 1984
  - Durata: 6 ore e 17 minuti